# ゴールウェイ大学
ゴールウェイ大学（英語: University of Galway、公用語表記: Ollscoil na Gaillimhe）は、ゴールウェイ県ゴールウェイに本部を置くアイルランドの国立大学。1845年創立、1908年大学設置。
アイルランド国立大学を構成する大学であるため、アイルランド国立大学ゴールウェイ校（英:  National University of Ireland, Galway、愛: Ollscoil na hÉireann, Gaillimh）とも称される。

## 概要

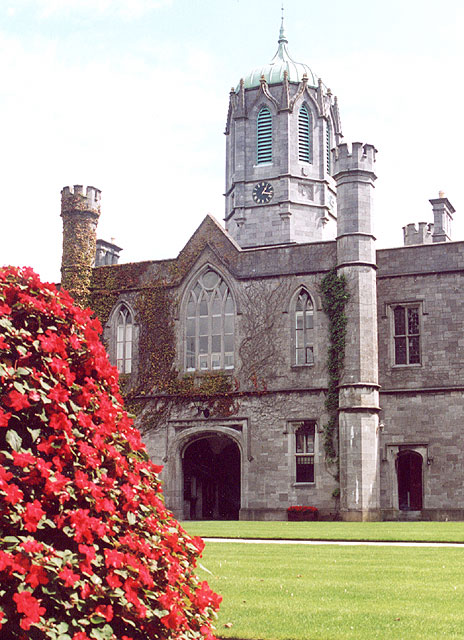
四角形の建物

### 大学全体
ゴールウェイ大学の起源は1845年の「クイーンズ・カレッジ・ゴールウェイ」まで遡り、その後「ユニバーシティ・カレッジ・ゴールウェイ（UCG）」として知られていた。ヨーロッパ大学協会、アトランティック大学同盟、アイルランド大学協会、アイルランド大学、コインブラ・グループの加盟大学である。

### 大学評価
大学評価の世界的指標の一つである、クアクアレリ・シモンズによる「QS世界大学ランキング 2024」では世界第289位、国内第3位である。過去最高は、2010年の世界第232位。
また、タイムズ・ハイアー・エデュケーションの『THE世界大学ランキング 2023』では、世界第301～350位台等、国内第4位である。
| 世界大学ランキング | 世界大学ランキング |
| 年                 | QS（前年）         |
| ------------------ | ------------------ |
| 2005               | 437（ 0）          |
| 2006               | 437（ 0）          |
| 2007               | 484（ 47）         |
| 2008               | 368（ 116）        |
| 2009               | 243（ 125）        |
| 2010               | 232（ 11）         |
| 2011               | 298（ 66）         |
| 2012               | 287（ 11）         |
| 2013               | 284（ 3）          |
| 2014               | 284（ 3）          |
| 2015               | 280（ 4）          |
| 2016               | 271（ 9）          |
| 2017               | 249（ 22）         |
| 2018               | 243（ 6）          |
| 2019               | 260（ 17）         |
| 2020               | 259（ 1）          |
| 2021               | 238（ 21）         |
| 2022               | 258（ 20）         |
| 2023               | 270（ 12）         |
| 2024               | 289（ 19）         |

### 入学試験
中央出願局（CAO）は、ゴールウェイ大学に代わり、アイルランド、イギリス、欧州連合および欧州自由貿易連合の学部課程の出願を担当している。入学は専ら学力に基づいている。最低限の入学要件があり、英語またはアイルランド語の合格最低点と数学の合格最低点が必要である。また、ヨーロッパ大陸の外国語（フランス語、ドイツ語、スペイン語、イタリア語）での合格最低点が必要な場合もあり、数学の高レベル試験で40％を超えると総合点数に25点加算される。
また、個々の学部・コースにはさらに入学要件がある。例えば、理系の学部は通常、1つ以上の科学科目で特定の点数以上が必要となる。アイルランドの国家卒業統一試験のリービング・サーティフィケートの科目試験には高レベル（Higher Level）、普通レベル（Ordinary Level）があり、入学条件にレベルを指定する場合もある。また、試験の総合点数で学部に必要な点数を達成する必要もあり、通常リービング・サーティフィケートでは625点満点である。例えば、2018年の法学部は、合格最低総合点数は473点である。また総合点数は一部の学部は別の試験を受ける必要があり、必要最低点数が625点を超えることもある。例えば2019年の医学科は卒業試験のほか、保健師入学試験（HPAT）を受ける必要があり、必要最低限の総合点数は726点となる。
合否は、CAOによって毎年8月中旬に発表される。アイルランドのリービング・サーティフィケートのみならず、イギリスの一般教育修了上級レベル、フランスのバカロレアなどの欧州連合および欧州自由貿易連合の試験や国際バカロレアなどでも出願はできる。欧州連合の国民または居住者ではない出願者には、異なる出願手順が適用される。
大学院への入学は、ゴールウェイ大学が直接担当する。

#### 日本を含む欧州外の入学基準
国際バカロレア、一般教育修了上級レベルなどのいずれかの受験者で最低入学条件を満たすならば、直接入学できる。ただし、入学を保証するものではなく、優れた試験結果を保有している受験者を順に定員を埋める。それ以外では1年間のファウンデーション・プログラムを受ける必要がある。これに入学するには、高等学校卒業証の5つの科目で4以上が必要である。ファンデーション・プログラムで必要な点数を獲得すれば、学部に入学できる。
大学院に入学する場合、4年制大学を研究科により一定のCGPAで卒業している必要がある。アイルランドの2.2はCGPA65％、2.1はCGPA70％、1はCGPA80％に相当する。

## 沿革
大学は1849年に68名の学生を擁する「クイーンズ・カレッジ・ゴールウェイ」として開校し、翌年には クイーンズ大学 (アイルランド) の一部となった。　1908年のアイルランド大学法（Irish Universities Act, 1908）によりゴールウェイ校は新しいアイルランド国立大学の構成大学となり、新たな憲章の下、大学名は「ユニバーシティ・カレッジ・ゴールウェイ（UCG）」に変更された。1929年のゴールウェイ大学法により、アイルランド語の使用に関して特別な法的責任が与えられた。1997年の大学法（Universities Act, 1997）で「アイルランド国立大学ゴールウェイ校（NUI Galway）」に変更されるまでは、UCGの名称を保持していた。
1970年代には大学のより近代的な校舎が建築家スコット・タロン・ウォーカーによって設計された。1990年代には、古い軍需工場を学生センターに転用するなど、発展を遂げた。21世紀初頭、ゴールウェイ大学は約4億ユーロの費用をかけ「未来のキャンパス」となる計画の詳細を発表した。
ネルソン・マンデラは、2003年に大学で記念すべき登場を果たした。最後の訪問となったアイルランドで、マンデラはアメリカ合衆国の外交政策を非難し、当時のアイルランド国立大学のギャレット・フィッツジェラルド学長から名誉博士号を授与された。
2006年の1月より それまでアイルランド国立大学とみなされて来たスライゴ・セント・アンジェラ・カレッジはゴールウェイ大学に所属する事になった、これによりスライゴ・セント・アンジェラ・カレッジの学生はアイルランド国立大学の学位、ディプロマを授与されるが、NUI Galwayの学生という事になった。
2015年以来、シャノン・ホテル経営大学はNUI Galwayの経営・公共政策・法学部に組み込まれている。ホテル経営大学のすべての教職がNUI Galwayの教職となり、学生もNUI Galway生となった。
2014年、平等法廷は、2009年の間に性別を理由に差別されていたと主張した、アイルランドのフェミニストカップルであるハンナ・シーヒースケフィントンとフランシス・シーヒースケフィントンの孫娘であるミシュリーヌ・シーヒースケフィントン博士に有利な判決を下した。大学側は「採用課程に欠陥があった」との判断を「容赦なく」受け入れた。2017年には、エリザベス・ティルリー博士が労働裁判所の審理を経て上級講師の資格を超えていると判断され、昇進した。2018年には、2009年にも昇進を申請していた4人の女性講師が「友好的に」和解し、昇進した。
2017年のNUI Galway上級講師の男女比は、男性が60：40と有利である。学術的に最も上位に位置する教授職の男女比は、男性有利で87：13である。2018年には、大学は高等教育と研究職における男女共同参画の推進への取り組みを評価する「Athena SWAN」のブロンズステータスを獲得した。
2020年に戦略計画「Shared Vision, Shaped By Values」（2020年 - 2025年）を開始した。同じく2020年に欧州連合の研究・イノベーションプログラム「ホライゾン2020（Horizon 2020）」から400万ユーロを獲得し、ソーラー2ケム（Solar2chem）プロジェクトを支援した。
2022年9月1日、同大学はゴールウェイ大学に名称を変更した。

## キャンパス
大学は街の中心部とコリブ川に沿って広がる。初期に建てられた Quadrangle（John Benjamin Keane デザイン）はオックスフォード大学のカレッジの１つ、クライスト・チャーチを模して設計し、石は地元のものを使っている。1970年代には Scott, Tallon, Walker 設計により増築、1990年代には古い工場を学生センターとスポーツホールに改築した。

## 構成

### 学部
2020年現在の学部は下記の通り。
- 芸術・社会科学部・ケルト学部
  - 政治社会学科
  - 心理学科
  - 教育学科
  - 地理学・考古学・アイルランド学科
  - 英語創造芸術学科
  - 歴史哲学科
  - 言語・文学・文化学科
  - アイルランド語学科
- 医学・看護・健康科学部
  - 健康科学科
  - 医学科
  - 看護助産学科
- 大人の学習と専門家の育成
- 経営・公共政策・法学部
  - 経営経済学科
  - 法学科

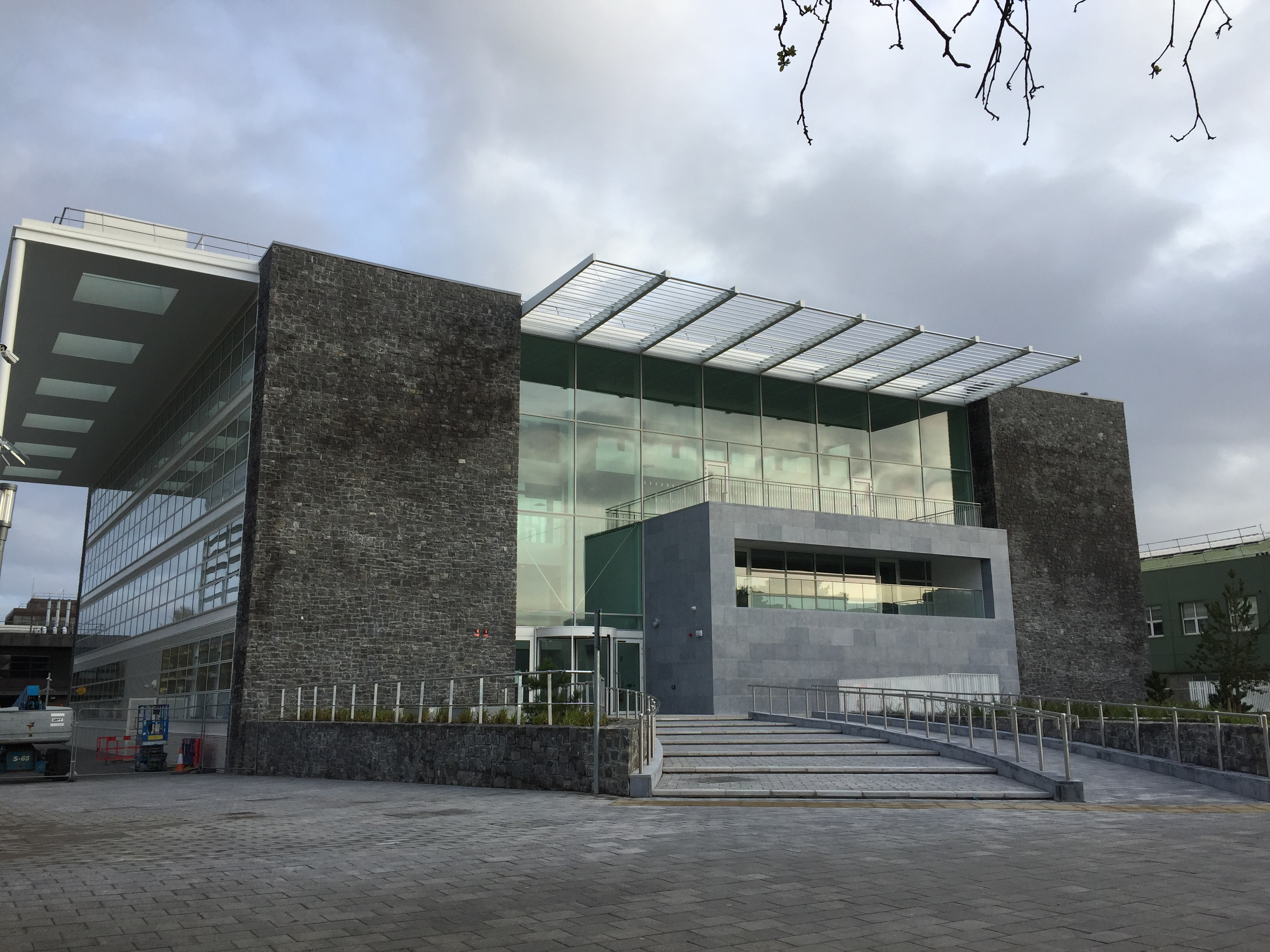
人間生物学棟

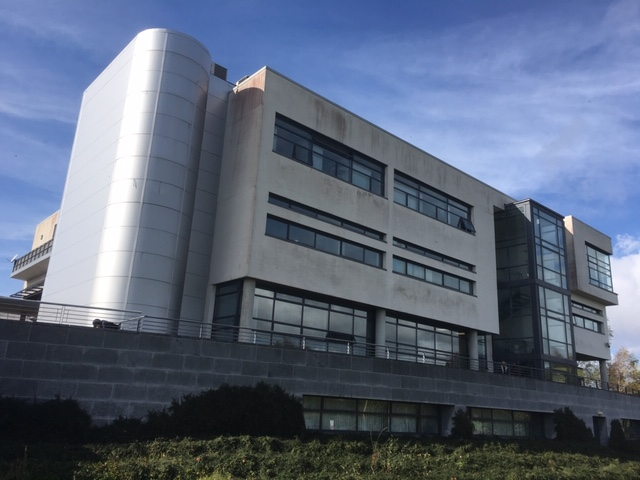
情報科学棟

  - シャノン・ホテル経営大学（ゴールウェイ大学附属校）
- 工学・情報学部
  - 医用生体工学科
  - 土木工学科
  - 電子電気工学科
  - エネルギーシステム工学科
  - 情報技術科
  - 機械工学科
- 理学部
  - 化学科
  - 物理学科
  - 数学・統計・応用数学科
  - 自然科学科

### 研究科
2020年現在の研究科は下記の通り。
- 芸術・社会科学部・ケルト学研究科
  - 政治社会研究系
  - 心理学研究系
  - 教育学研究系
  - 地理学・考古学・アイルランド学研究系
  - 英語創造芸術学研究系
  - 歴史哲学研究系
  - 言語・文学・文化学研究系
  - アイルランド語学研究系
- 医学・看護・健康科学研究科
  - 健康科学研究系
  - 医学研究系
  - 看護助産学研究系
- 経営・公共政策・法学研究科
  - 経営経済学研究系
  - 法学研究系
  - シャノン・ホテル経営カレッジ（ゴールウェイ大学附属校）
- 工学・情報学研究科
  - 医用生体工学研究系
  - 土木工学研究系
  - 電子電気工学研究系
  - エネルギーシステム工学研究系
  - 情報技術研究系
  - 機械工学研究系
- 理学研究科
  - 化学研究系
  - 物理学研究系
  - 数学・統計・応用数学研究系
  - 自然科学研究系

### 附属機関

#### 研究所

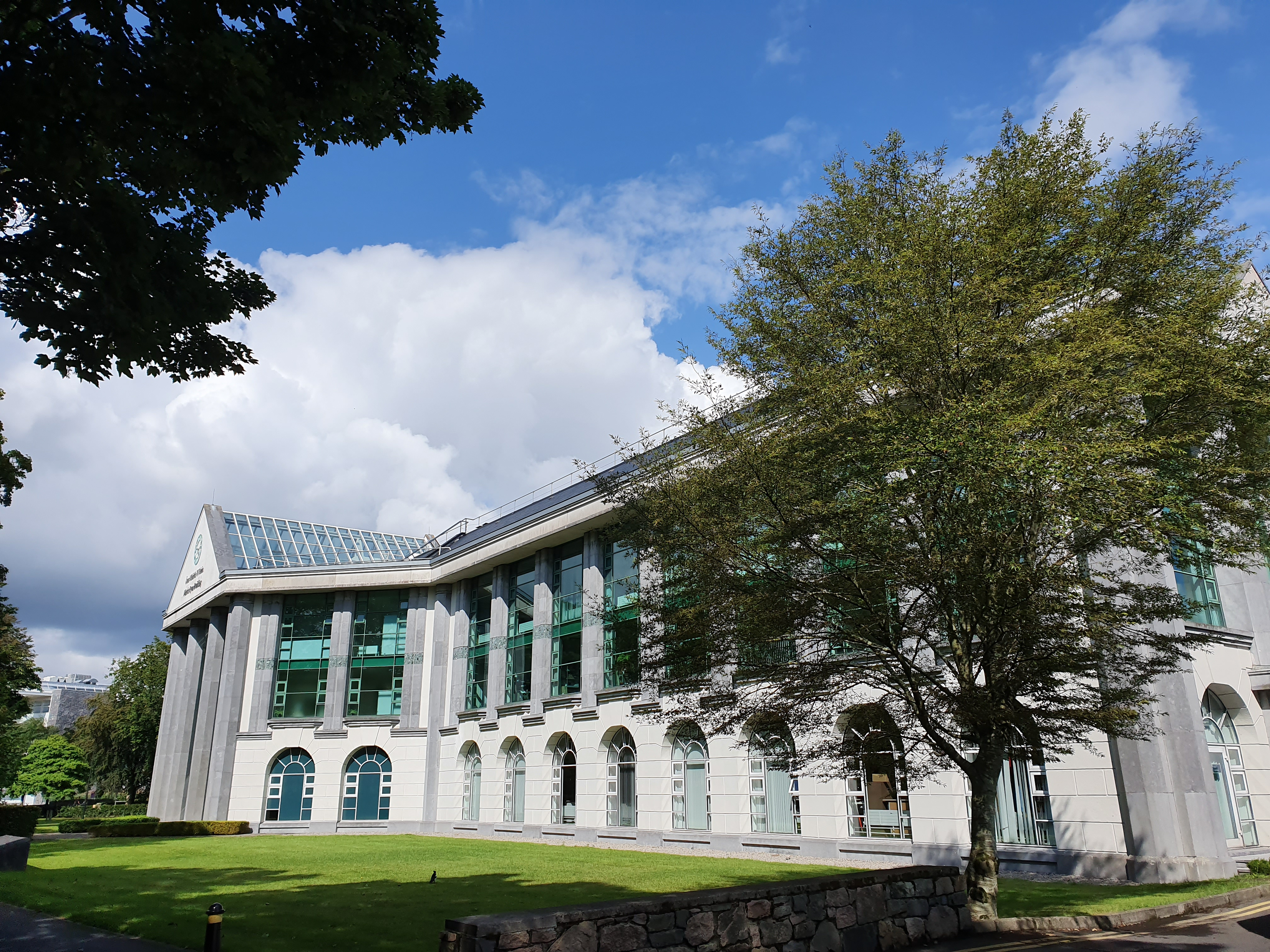
ライアン研究所 - 海洋・エネルギー・環境

以下がゴールウェイ大学附属研究所の一覧である。
- 国立生物医学工学研究センター (NCBES)
- データサイエンス研究所（DSI）
- ライアン研究所 - 海洋・エネルギー・環境
- ウィテカー・イノベーションと社会変革研究所
- ライフコース研究所
- ムーア人文社会科学研究所

#### センター・ユニット
以下がゴールウェイ大学附属センター・ユニットの一覧である。
- 代謝糖質科学研究クラスター (AGRC)
- アポトーシス研究センター
- 大気・環境物理学研究クラスター
- 天文学センター (CfA)
- 染色体生物学センター（CCB）
- 障害者法・政策センター (CDLP)
- フォトニクス・イメージングセンター
- CÚRAM 医療機器研究センター
- アイルランド自閉症・神経発達研究センター（ICAN）
- アイルランド・ハイエンドコンピューティングセンター（ICHEC）
- 演劇・演劇・パフォーマンスセンター
- アイルランド学センター
- 顕微鏡・イメージングセンター（CMI）
- 神経イメージング・認知ゲノミクスセンター（NICOG）
- 疼痛研究センター
- 子どもと家族研究センター
- ゴールウェイ臨床研究施設
- 燃焼化学センター
- 結晶学センター
- デ・ブルン計算代数センター
- ゴールウェイ神経科学センター
- 地圏環境工学
- 健康行動変化研究グループ（HBCRG）
- 健康経済・政策分析センター（HEPAC）
- 健康促進研究センター
- ヒューストン映画・デジタルメディア学校
- 持続可能な工学・情報学研究ユニット（IRUSE）
- アイルランド人権センター
- アイルランド社会老年学センター（ICSG）
- ナノスケールバイオフォトニクス
- 国立レーザー応用センター（NCLA）
- 古環境研究ユニット
- 植物・アグリバイオサイエンス研究センター（PABC）
- パワーエレクトロニクス研究センター（PERC）
- 再生医療研究所（REMEDI）
- 社会経済海洋研究ユニット（SEMRU）
- 女性学研究センター

## 学生生活
82以上のサークルがある。文学＆討論サークルが1846年に設立された最古のサークルである。ドラマサークルもゴールウェイ芸術祭などで重要な役目を果たす。50以上のスポーツクラブがあり、中には合気道、空手道、剣道、柔道などの日本発祥の武道も提供されている。
ゴールウェイ大学では、留学生が学生人口の12％以上を占めている。
俳優の マーティン・シーンは、今まで大学に通った事が無かったが、2006年秋学期からゴールウェイ大学に登録した。

## 対外関係

### 他大学との協定（海外）
2020年7月現在、約350校の大学と学術交流協定を締結している。そのうち、1校は日本にある。
 日本
- 神戸大学

## 卒業生
- マイケル・D・ヒギンズ - 第9代アイルランド大統領
- ジョージ・ジョンストン・ストーニー - 物理学者

## 公式サイト
- ゴールウェイ大学（英語）
- ゴールウェイ大学（アイルランド語）
- アイルランド国立大学（英語）
- ウィキメディア・コモンズには、ゴールウェイ大学に関するカテゴリがあります。